# Symphyotrichum greatae
Symphyotrichum greatae là một loài thực vật có hoa trong họ Cúc. Loài này được (Parish) G.L.Nesom miêu tả khoa học đầu tiên.